# Montes Apenninus

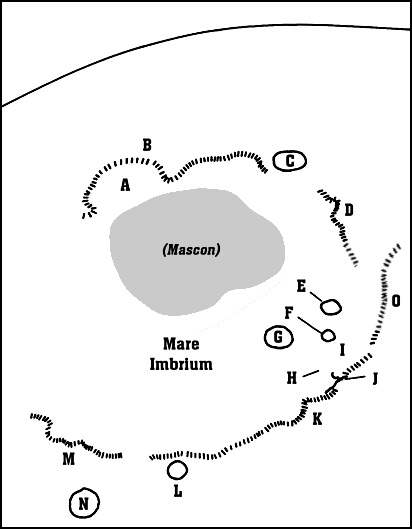
Bản đồ chi tiết các cấu trúc của Mare Imbrium. Montes Apenninus được đánh dấu bằng chữ "K".

Montes Apenninus là một dãy núi gồ ghề ở phía bắc mặt gần của Mặt Trăng. Nó được đặt theo tên của dãy núi Apennin ở Ý. Với sự hình thành có niên đại khoảng 3,9 tỷ năm, Montes Apenninus vẫn còn khá trẻ.

## Miêu tả
Dãy núi này tạo thành ranh giới phía đông nam của biển mặt trăng lớn là Mare Imbrium và ranh giới phía tây bắc của vùng cao nguyên Terra Nivium. Nó bắt đầu ngay ở phía tây của hố va chạm Eratosthenes nổi bật, tiếp giáp với mặt phía nam của dãy núi. Ở phía tây của dãy núi này là một khoảng trống hẹp nơi Mare Imbrium ở phía bắc kết hợp với Mare Insularum ở phía nam. Xa hơn về phía tây là dãy núi Montes Carpatus.
Từ Eratosthenes, dãy núi này tạo thành một chuỗi vòng cung uốn cong dần từ đông sang đông bắc, kết thúc tại Promontorium Fresnel ở khoảng vĩ độ 29,5° B. Tại đây là một khoảng trống khác nơi Mare Imbrium ở phía tây nối với Mare Serenitatis ở phía đông. Ở đầu phía bắc của khoảng trống này là Montes Caucasus.
Dãy núi này chứa một số ngọn núi đã được đặt tên, được liệt kê dưới đây theo trật tự từ tây sang đông bắc:
- Mons Wolff
- Mons Serao (tên không chính thức)
- Mons Ampère
- Mons Huygens, thường được liệt kê là ngọn núi cao nhất trên Mặt Trăng (mặc dù không phải là điểm cao nhất).
- Mons Bradley
- Mons Hadley Delta
- Mons Hadley

Hai đỉnh núi cuối cùng có lẽ nổi tiếng nhất vì tạo thành một thung lũng nơi chuyến bay Apollo 15 thực hiện cuộc hạ cánh của nó. Cuộc hạ cánh này được coi là một trong những chuyến bay thành công nhất về mặt khoa học của chương trình Apollo và bắt đầu ba chuyến bay cuối cùng của J-Series bao gồm xe tự hành mặt trăng và ở lại 3 ngày. Apollo 15 thăm dò đỉnh núi nhỏ Mons Hadley Delta (δ) và rãnh Rima Hadley. Đây có lẽ là điểm đa dạng nhất về mặt địa chất của chương trình này.
Phần lớn dãy núi này tạo thành đồi núi nhọn, gồ ghề ở rìa của Mare Imbrium, với một khoảng mở rộng của các chân đồi ở mặt xa (phía đông nam). Tuy nhiên, có một số chân đồi gồ ghề ở phía tây bắc dọc theo đoạn của dãy núi này về phía đông nam của Archimedes. Tổng chiều dài của dãy núi này khoảng 600 km (370 mi), với một số đỉnh núi cao tới 5 km (3,1 mi).

## Hình ảnh

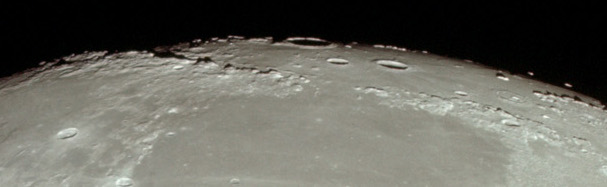
Quang cảnh một phần của Mặt Trăng cho thấy Montes Apenninus (trái), Montes Caucasus (phải), phía đông Mare Imbrium (trên cùng) và phía tây Mare Serenitatis (dưới), từ Apollo 11. Miệng hố va chạm lớn ở giữa phần trên là Archimedes.

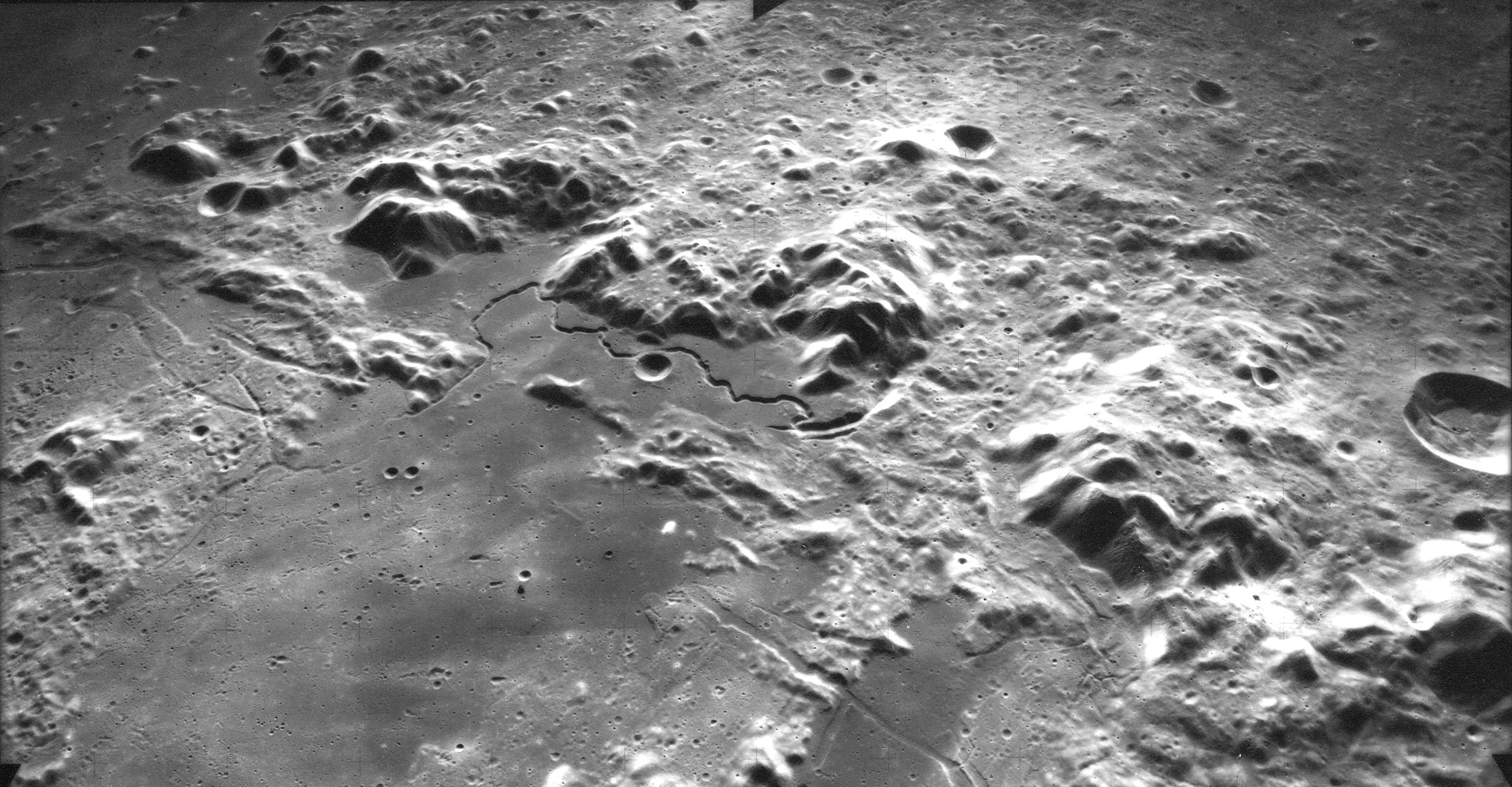
Cảnh nhìn nghiêng của Bắc Montes Apenninus hướng mặt về phía đông từ cao độ 105 km, với rãnh Hadley và nơi Apollo 15 hạ cánh ở bên trái phần trung tâm. Có thể nhìn thấy Mons Hadley, Mons Hadley Delta và Mons Bradley. Miệng hố va chạm lớn ở cạnh phải là Conon.

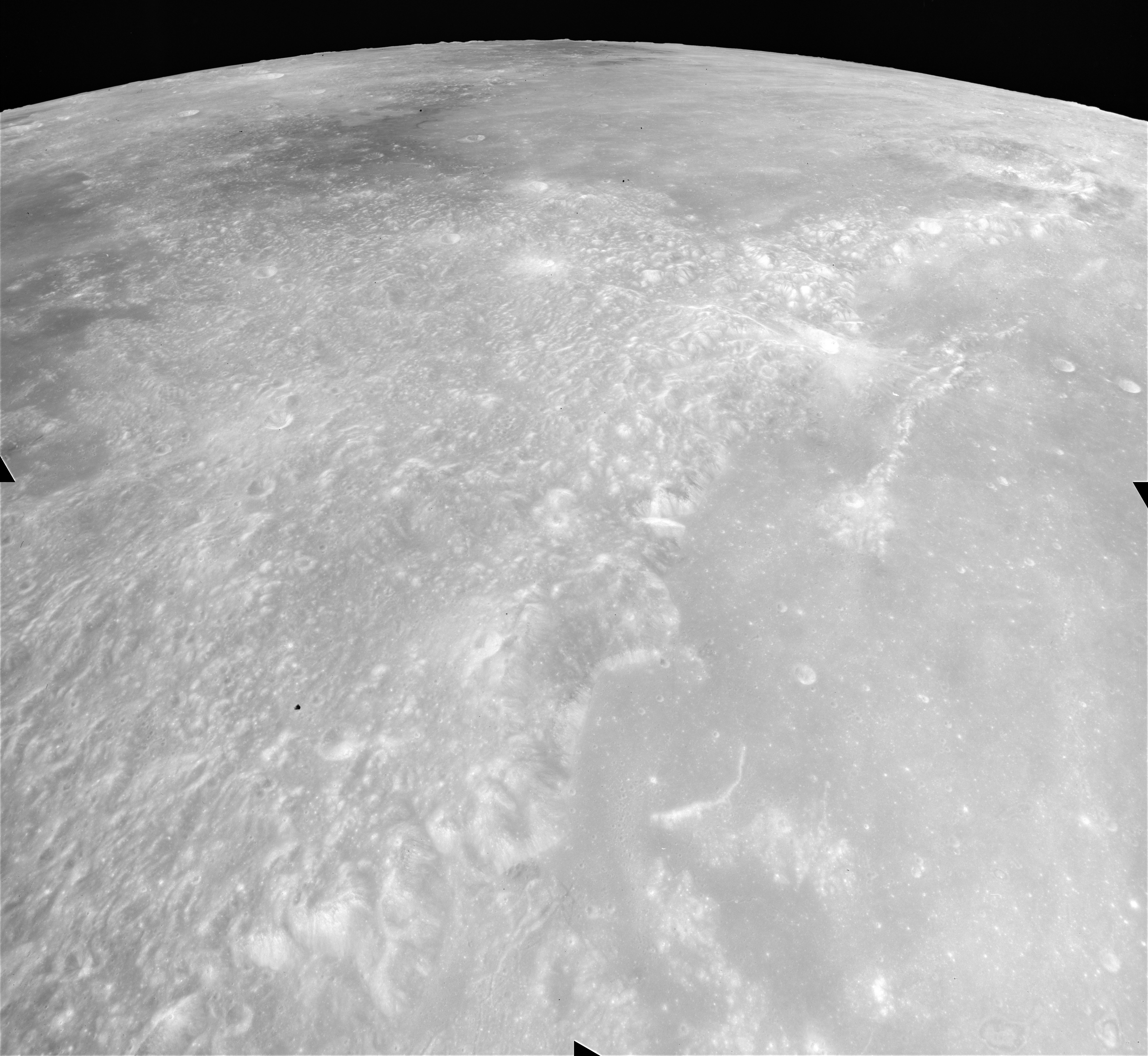
Cảnh nhìn nghiêng của Nam Montes Apenninus hướng về phía nam từ cao độ 115 km, với Eratosthenes ở phía trên bên phải (Apollo 15).

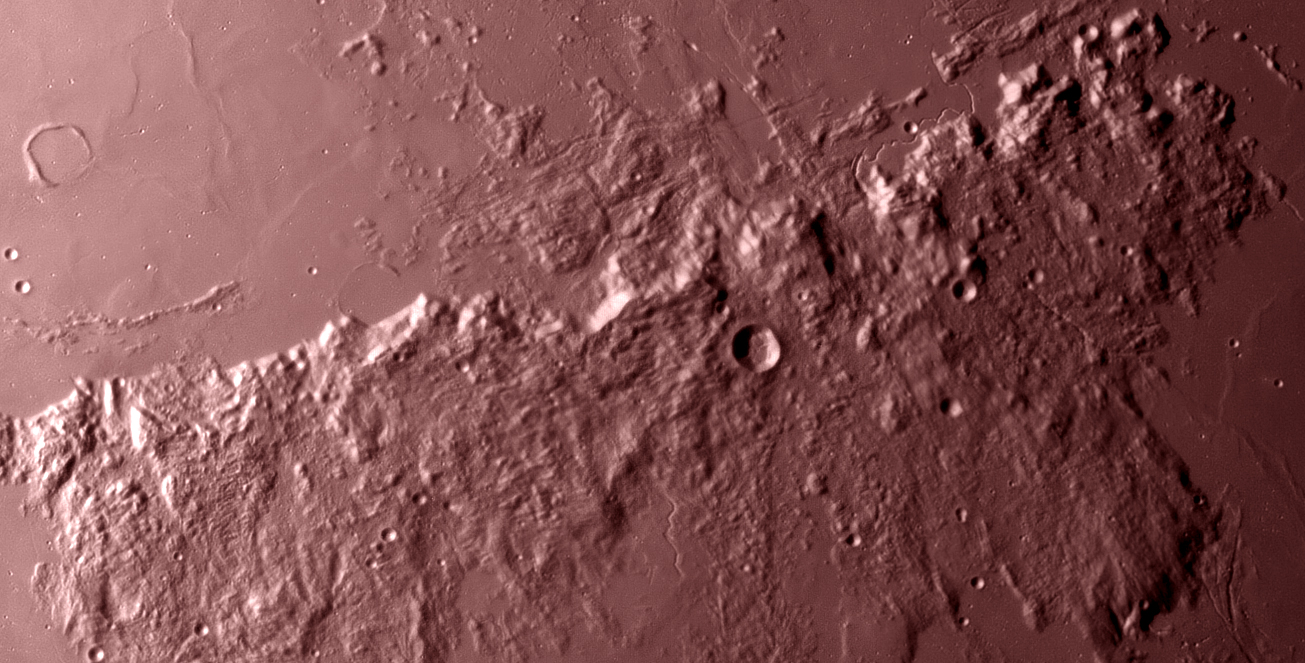
Hình ảnh Montes Apenninus chụp hồng ngoại. Hình ảnh do Kính thiên văn quang học Bắc Âu và Đài thiên văn Stockholm cung cấp: M. Gålfalk, G. Olofsson và H.-G. Florén chụp bằng camera SIRCA.